# Theraphosinae

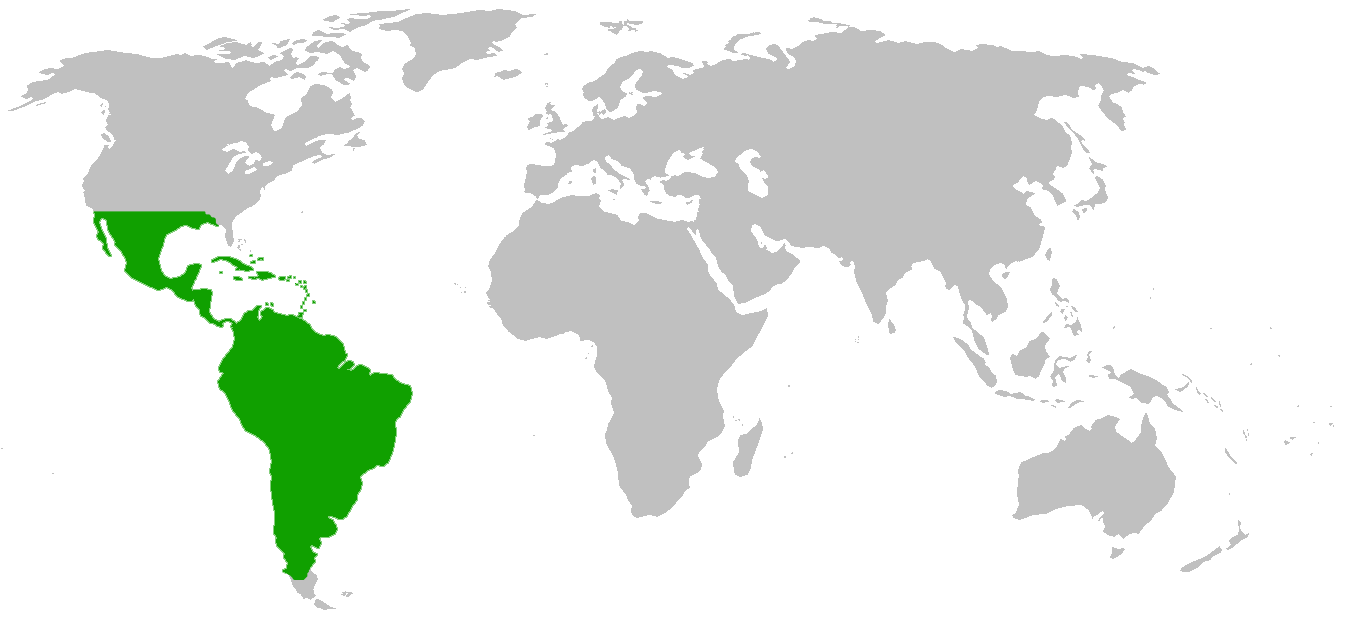
Verspreidingsgebied van de soorten.

Theraphosinae vormen een onderfamilie van spinnen behorend tot de vogelspinnen (Theraphosidae). Wellicht de bekendste soort is de goliathvogelspin (Theraphosa blondi), die een spanwijdte van de poten kan hebben van 30 centimeter. Bij bedreiging wordt een sissend geluid gemaakt, dat ontstaat door stridulatie.

## Geslachten
- Acanthoscurria
- Apachepelma
- Aphonopelma
- Bonnetina
- Brachypelma
- Brachypelmides
- Bumba Lennoni
- Cardiopelma
- Citharacanthus
- Clavopelma
- Crassicrus
- Cyclosternum
- Cyriocosmus
- Cyrtopholis
- Davus
- Euathlus
- Eupalaestrus
- Grammostola
- Hapalopus
- Hapalotremus
- Hemiercus
- Hemirrhagus
- Homoeomma
- Iracema
- Lasiodora
- Lasiodorides
- Megaphobema
- Melloleitaoina
- Metriopelma
- Neischnocolus
- Nesipelma
- Nhandu
- Ozopactus
- Pachypelma
- Pamphobeteus
- Paraphysa
- Phormictopus
- Plsesiopelma
- Proshapalopus
- Pseudhapalopus
- Reversopelma
- Schismatothele
- Schizopelma
- Sericopelma
- Sphaerobothria
- Stenotarsus
- Stichoplastoris
- Theraphosa
- Thrixopelma
- Tmesiphantes
- Vitalius
- Xenesthis